# Castillo de Gibalbín
El "Castillo de Gibalbín", también conocido como "Torre de Gibalbín" (porque sólo queda una torre en pie) es un castillo situado en la Sierra de Gibalbín, en Jerez de la Frontera (España).

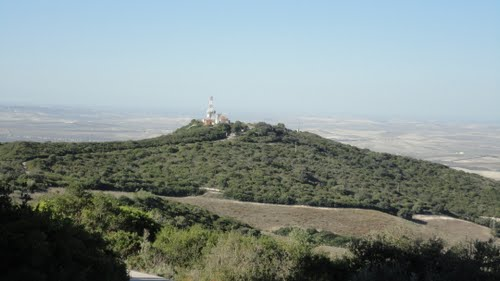
Sierra de Gibalbín, con el castillo y las estructuras de antenas militares sobre ella

## Construcción
El castillo se levantó en el siglo XV reaprovechando materiales romanos, aunque existen indicios de población prehistórica, así como tartésica e ibero-turdetana.
El castillo actual es de estilo almohade, formando un cuadrilátero de unos 20x30 metros

## Estado actual
Actualmente está abandonado.
En 2019 se descubre un importante desplome.
El castillo está incluido en la lista roja de Hispania Nostra.